# Ängelholm-Helsingborg Lufthavn
Ängelholm-Helsingborg Lufthavn, (IATA: AGH, ICAO: ESTA) er placeret 7 km nord for Ängelholm og 34 km nord for centrum af Helsingborg, Ängelholms Kommune, Götaland i Sverige. I 2009 ekspederede den 364.772 passagerer og 3.077 landinger.
Kullaflyg og SAS har faste ruter fra lufthavnen.
I 2008 blev Ängelholm-Helsingborgs flygplats kåret som Europas bedste lufthavn i klassen "Lufthavne med under 1 million passagerer" af Airport Council International.

## Trafiktal
| År   | Passagerer | % forskel | Landinger | % forskel |
| ---- | ---------- | --------- | --------- | --------- |
| 2009 | 364.772    | 6.8       | 3.077     | 11.6      |
| 2008 | 391.372    | 2.0       | 3.481     | 2.0       |
| 2007 | 394.723    | 9         | 3.417     | 12        |
| 2006 | 362.165    | 3         | 3.045     | 4         |
| 2005 | 372.905    | 4         | 2 925     | 0         |